# Historieta en la Argentina
Argentina es a través de la historieta uno de los países con mayor producción a nivel mundial y el más importante a nivel latinoamericano, viviendo su «época dorada» entre las décadas de 1940 y 1960 con picos creativos y comerciales posteriores entre las de 1970 y 1980. El teórico Oscar Masotta sintetizaba en 1970 sus aportaciones en el desarrollo de modelos propios de historieta de acción (Oesterheld, Hugo Pratt), cómica (Roberto  Battaglia, Divito, Quino) y folclórica (Walter Ciocca) y la presencia de cuatro grandes dibujantes (José Luis Salinas, Arturo del Castillo, Hugo Pratt y Alberto Breccia).
La historieta argentina también tiene importantes representantes de fama internacional; al menos durante todo el siglo XX, el humor gráfico argentino ha ocupado un lugar preeminente en el género, gracias a artistas como Quino, con su famoso personaje de Mafalda, Guillermo Mordillo y Roberto Fontanarrosa. En la historieta de ficción se destacan Héctor Germán Oesterheld y Francisco Solano López con la obra El eternauta. En la historieta infantil es relevante la obra de Manuel García Ferré, con personajes como Hijitus y Anteojito, así como revistas y películas de dibujos animados.
También es de destacar la importante tradición de publicaciones de revistas de historietas que han sido muy importantes dentro del mundo de la historieta en español, como es el caso de Fierro.

## Historia
La historieta comienza su historia en el país a fines del siglo XIX, en la revista Caras y Caretas, donde aparecen los primeros relatos ilustrados y la inclusión de globos de diálogo en el dibujo. La historieta seguirá desarrollándose en el país hasta lograr el nivel más alto entre las décadas de 1940 y 1960, la llamada «Época Dorada». Luego de esta etapa la historieta nacional irá decayendo hasta llegar al punto de no existir ninguna publicación del género en la década de 1990 (exceptuando los autores que se auto publicaban). A partir de los años 2000 se ha intentado revalorizar el género, por medio de recopilaciones de viejas historietas. Un hecho significativo ha sido la vuelta a los kioscos de la mítica revista Fierro, que cuenta con los autores más reconocidos del país.

### Los inicios en la prensa satírica

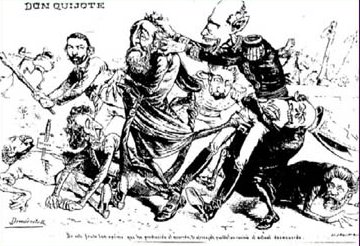
Portada de la revista Don Quijote.

A finales del siglo XIX, un grupo de importantes ilustradores europeos (franceses y españoles principalmente) que se habían formado en la caricatura y la sátira empezarían a desarrollar su trabajo en las siguientes publicaciones de Buenos Aires:
- El Mosquito, un periódico dominical de características «satírico-burlescas», cuyo primer ejemplar salió el 24 de mayo de 1863 y el último, el 16 de julio de 1893. La parte gráfica, principal atractivo del periódico, consistía en caricaturas de los personajes y hechos del momento. Sus colaboradores más reconocidos fueron Meyer y Henri Stein.[9]
- Don Quijote del español Eduardo Sojo, publicada entre el 16 de agosto de 1884 y el 1 de noviembre de 1905, que se dedicaba a la publicación de humor político crítico y mordaz con el poder de la época, lo que acarreó presiones, secuestros de ejemplares y censura, e incluso Sojo fue encarcelado en algunas ocasiones. Entre las plumas de la revista se contaban el propio Sojo, Manuel Mayol, ya hacia el final de la publicación, Manuel Redondo.
- PBT publicada desde el 24 de septiembre de 1904 por Eustaquio Pellicer albergó en sus páginas los trabajos de dibujantes como Manuel Mayol, José María Cao, Sanuy, Navarrete, Fortuny y redactores como Bosco, Molina, Castro Rivera, Eusebi, entre otros.[10]

### Un nuevo lenguaje

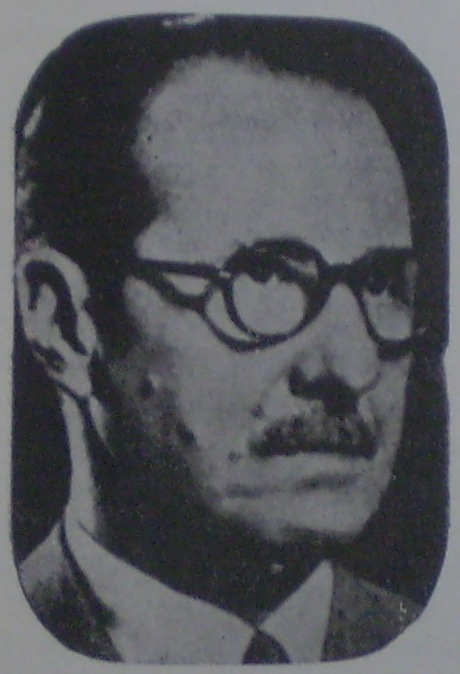
Constancio Vigil.

La revista Caras y Caretas fundada por Eustaquio Pellicer en 1898 y dirigida por Fray Mocho será la primera donde además de la sátira política se empiecen a ver relatos costumbristas. En 1912 se publica en ella la primera historieta que se hace eco de las novedades estadounidenses, pues incorpora personajes fijos, continuidad y globos de diálogo: Se trató de la tira Viruta y Chicharrón, cuyo autor es incierto. Hay quien sostiene que al principio era realizada por el autor estadounidense George McManus y luego sería continuada por Manuel Redondo, Juan Sanuy o ambos y otros que asignan su autoría a Manuel Redondo, e incluso otra versión afirma que los autores eran Manuel Redondo con la colaboración de Sanuy, siendo los personajes «la versión vernácula de SpareRibs and Gravy, dos personajes de Geo Mac Manus». Un año más tarde se publicó, también en Caras y Caretas, la historieta de Redondo llamada Sarrasqueta, la cual se mantuvo hasta la muerte del autor. Esto (la publicación de las tiras en Caras y Caretas) da a la historieta argentina una particularidad distintiva: en general, el cómic nace en las páginas de un periódico, mientras que en este caso aparece en una revista específica y representante del humor, gráfico y escrito.
Ya en 1916 y en la revista El Hogar, aparecen Las aventuras del Negro Raúl del argentino Arturo Lanteri. El personaje se caracterizaba por aspirar a una vida que su condición social no le permite alcanzar. Esta historieta no contaba con globos sino con textos, cuartetas rimadas, al pie del dibujo.
También en este año, en la revista PBT, se publica Aventuras de un matrimonio aún sin bautizar, más tarde llamada Las aventuras de Don Tallarín y Doña Tortuga, obra de Oscar Soldati, con un planteo técnico y temático sin precedentes en el país. En 1918 Mundo Argentino publicó Las aventuras de Tijerita, de Lanteri.
Fundada en 1919 por Constancio Vigil, Billiken fue la primera revista infantil en incluir historietas. En sus páginas se pudieron ver obras de Gastón Leroux, Fola, Vidal Dávila e historietas estadounidenses, siendo incluso, la primera en publicar Superman.

### La historieta gauchesca
El gaucho y el contenido temático que gira en torno a él han impregnado y conformado la cultura popular argentina; la historieta no ha permanecido ajena.
A principios de 1914, se publica Sinforiano Charabón, sus aventuras gauchescas, en la revista Mundo Argentino. En la tira se percibía el origen estadounidense de la misma, por marcas en la vestimenta, las referencias ambientales y los animales que se presentaban. Sin embargo, el subtítulo aludía de forma explícita a la figura de un símbolo nacional. Sería notoriamente inverosímil la combinación de estos elementos.
La publicación realizada por la editorial Haynes, estimuló el espíritu de los dibujantes argentinos. Había mucho en la historia del país vinculado a estos personajes, también obras literarias -como el Martín Fierro y las novelas de Eduardo Gutiérrez- hacían foco en ellos. Había llegado el momento de que la gauchesca ingresara al ámbito de la historieta.
En esta vertiente  se destacan las siguientes obras y dibujantes:
- Enrique Rapela, crea para La Razón, Cirilo, el Audaz en 1939. Posteriormente, El Huinca (1957) y Fabián Leyes que salen en el diario La Prensa.

- Raúl Roux autor de El tigre de los Llanos publicado en el diario Crítica, en 1929. Más tarde se dedicará a las aventuras en el desierto y las zonas de frontera con Lanza Seca y Fierro a fierro.
- Walter Ciocca, realiza en formato de folletín Lindor Covas, en la última mitad de la década del 50 para el diario La Razón. Entre 1953-1958, se publica Fuerte Argentino en Misterix.
- Carlos Casalla y Julio Álvarez Cao, dibujaron Cabo Savino, que hizo su aparición en 1951, en las páginas de La Razón.

### La popularización de la historieta
En esta década, precisamente en 1920, La Nación se convierte en el primer diario argentino en publicar historietas. La obra elegida fue Bringing Up Father de George McManus, traducida como Pequeñas delicias de la vida conyugal y sus protagonistas como Trifón y Sisebuta.

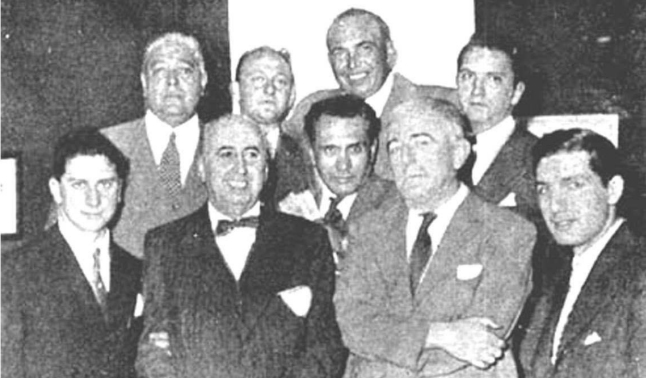
(De derecha a izquierda y de arriba hacia abajo): Colonese, Arístides Rechain, Ángel Borisoff, Ferroni, Videla, Ramón Columba, Valdivia, Eduardo Álvarez y Siulnas.

En la revista El Hogar y salida de la pluma de Lanteri, aparece en 1922 la exitosa Aventuras de Don Pancho Talero de la cual más tarde surgieron dos exitosos filmes basados en el personaje.
Es evidente el auge del medio teniendo en cuenta que casi toda revista de actualidad de la década contenía historietas. Se pueden mencionar en primer lugar a las revistas El Suplemento: Panitruco (dibujos de un debutante Dante Quinterno y guion de Leroy); La Novela Semanal: Página del Dólar (1923) (auspiciada por la marca de cigarrillos Dólar) y La Familia de Don Sofanor (1925) de Arístides Rechain, Andanzas y desventuras de Don Manolo Quaranta (1926), primer personaje creado por Dante Quinterno, La barra de Candelario de Gutiérrez y Pepinito y su novia de González Fossatt; Mundo Argentino: Anacleto (1924) de Lanteri, Firulete y Retacón (1924) de González Fossat y el primer éxito de Quinterno, Don Fermín (más tarde Don Fierro); Femenil: Pantaleón Carmona (1927) de Messa y Las hijas de Pastasciuta (1928) de Oscar Soldati.
En 1922 nace Páginas de Columba, del dibujante argentino Ramón Columba, quien le dio lugar al desarrollo de artistas locales. Es en esta revista donde se publica Jimmy y su pupilo (1924) de Gónzalez Fossat, considerada la primera historieta deportiva y que además fue la precursora del clásico continuará, marcando así que la historia tenía continuidad en el número siguiente y no se trataba de historias aisladas. De esta publicación en 1928 se desprende la primera revista que contenía únicamente historietas: El Tony.

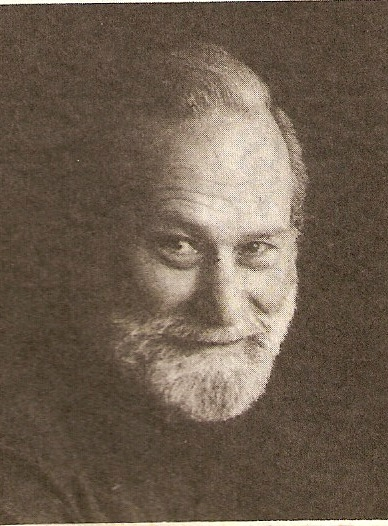
Oscar Blotta.

Al notar que la publicación de Bringing Up Father tuvo éxito, los responsables del diario La Nación deciden incluir una segunda obra del género en 1926: Betty de Charles Voight.
El 26 de septiembre de 1928 aparece el primer número de El Tony (sucesora de Páginas de Columba). Se trata de un semanario de 16 páginas, impreso a una tinta de color. El proyecto era publicar adaptaciones de famosas novelas de aventuras: tarea que recae, principalmente, sobre Raúl Roux. El 19 de octubre hace su aparición uno de los personajes de mayor importancia en la historieta argentina: el indio Patoruzú. Lo hace como personaje secundario de la tira Las Aventuras de Don Gil Contento (previamente llamada Un porteño optimista) publicada en Crítica que es levantada al poco tiempo y su autor, Dante Quinterno se muda al diario La Razón.
En 1929, también en Crítica se publica una historieta de carácter serio: El Tigre de los Llanos, obra de Raúl Ramauge en la cual se narraba la vida de Facundo Quiroga recurriendo a grandes cuadros de textos, pero sin utilizar globos de diálogo. Completan la serie de relatos argentinos realizados por este autor: La estancia del ombú, Marta Riquelme,Martín Fierro y Vida de Manuelita Rosas.
Ya en los años 30, el diario La Opinión publica Ramona, una tira firmada por Lino Palacio (quien en 1934 publica Don Fulgencio en La Prensa) y Caras y Caretas presenta Las desventuras de Maneco de Linage, personaje de cierta popularidad en la época.
El Diario Crítica se convierte en el primero en publicar un suplemento de historietas a color en el año 1931 y es para esa época el periódico de mayor tirada de habla hispana con 352.432 ejemplares. Durante ese año el diario sufrió una clausura que sería levantada más tarde. El mismo año la tira Don Julián de Montepío, de Quinterno, es renombrada debido a la popularidad que obtiene un personaje secundario: Patoruzú, quien pasa a convertirse en la estrella de la publicación que toma su nombre en agosto.

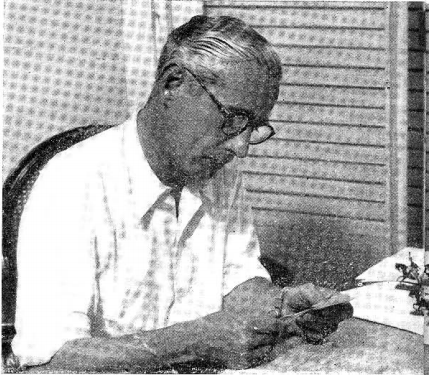
José Luis Salinas.

En 1935, Quinterno muda nuevamente sus personajes, esta vez al diario El Mundo y funda al mismo tiempo el primer sindicato de historietistas del país: el Sindicato Dante Quinterno.
Un año más tarde, Quinterno saca a la venta una revista a la que nombra como su personaje más famoso, cuyo primer número se agotó el mismo día de su aparición. Al comienzo incluye recopilaciones de las tiras aparecidas en El Mundo y luego comienzan a producirse nuevas, a su vez que la revista es completada por otras creaciones: Hernán, el Corsario de José Luis Salinas, Ventajita de Blotta y Juliá, María Luz de Battaglia, además de varios personajes creados por Eduardo Ferro (Bólido, Pandora, Tara Service, entre otros). Patoruzú, además, contaba con artículos que completaban la publicación.
El año 1937 vio el nacimiento de una nueva serie humorística en la revista ¡Aquí está!: Conventillo, obra de Héctor Torino. Esta tira cambió de nombre varias veces durante los cuarenta años de su existencia y contó con la aparición de un personaje reconocido popularmente: Don Nicola. Ese mismo año, salió a la luz una nueva revista: Pif Paf, que rompió con el modelo de historietas con extensas descripciones literarias de la acción (presente en El Tony) con un nuevo formato y distribución en página de las series.

### La época dorada (1943-1960)
Para el teórico Oscar Masotta:

A mediados de los años cuarenta la publicación de tres revistas inicia una nueva era, una edad de oro que no se prolongará en cambio mucho más allá de la entrada de los años sesenta: Rico Tipo (1944), Patoruzito (1945) e Intervalo (Editorial Columba, 1945). Suben de inmediato las cifras de venta. Se crea entonces un sindicato argentino, Surameris, que asociado con la Editorial Abril será el encargado a comienzos de los años cincuenta de traer al país al grupo italiano de Pratt y Ongaro.

Oscar de Majo agrega:

Pero, fundamentalmente, el inicio de la época de oro lo marca la aparición y consolidación de la historieta «seria», «adulta», que le valdrá el mote de «literatura dibujada», y que se apoya en la fundación, en 1945, de la revista Intervalo, también de Editorial Columba, que viene a llenar el «bache» y completa el espectro que se da con Billiken, para los chicos; Patoruzito, para los jóvenes, e Intervalo, para los adultos.

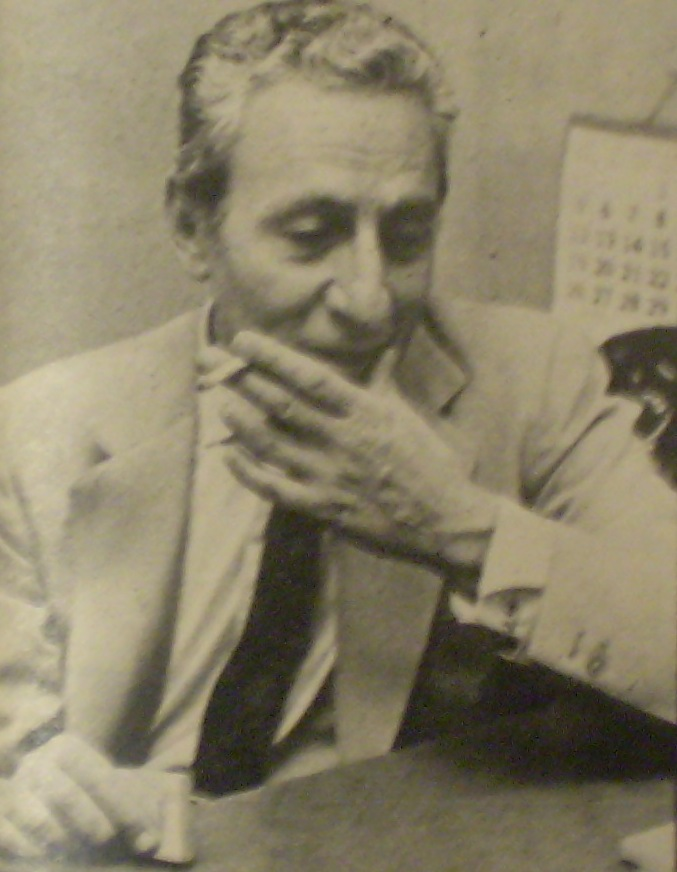
Divito.

Uno de los puntos de inflexión en la forma de hacer historietas que caracterizó a este periodo fue consecuencia de la urgencia por apurar la producción editorial, estandarizando las series. Este hecho fue el surgimiento de un nuevo rol: guionista, tarea que recayó en las manos de escritores, periodistas y redactores publicitarios, quienes carecían de una técnica de los cómics: Vicente Barbieri, Isaac Aisenberg, Conrado Nalé Roxlo y Manuel Peyrou. Todavía no existía una conciencia de cómo podía estructurarse una relación entre guionista y dibujante. En parte esto se podía ver en el tamaño desmesurado de los bloques de texto que a veces llegaban a desplazar al dibujo a un segundo plano. Leonardo Wadel es, por el contrario, uno de los primeros guionistas que se despegan de esta concepción de la historieta como lenguaje subsidiario de otros géneros. Comenzó a publicar en 1936 la serie Kharú, el hombre misterioso con dibujos de Carlos Clemen en la revista Mustafá.
En el mes de noviembre de 1944 comenzó a publicarse una de las revistas que más repercursiones tuvieron en el medio gráfico: Rico Tipo. Su creador, Guillermo Divito, había sido hasta ese momento parte de la editorial de Dante Quinterno y decide convocar para este emprendimiento a Oski, Ianiro y Liotta. Los personajes de la revista, todos creación de Divito eran fieles reflejos de la sociedad de la época: El doctor merengue,  las chicas, Fúlmine, Bómbolo y Falluteli, entre otros.
En esta época, se empiezan también a publicar historias de aventuras con un grafismo más realista. Es el caso de las series Kid, de Río Grande (1942) de Alberto Breccia y Miguel Strogoff y La Costa de Marfil (adaptaciones de la obra de Julio Verne y de Emilio Salgari, respectivamente), de José Luis Salinas.
El 13 de abril de 1945 aparece el primer número de una nueva revista de la Editorial Columba: Intervalo en la cual se publicaban historietas apoyadas en modelos literarios (principalmente el folletín), carentes de guion, siendo una mera reproducción textual o un resumen adornado con ilustraciones; el texto repetía lo que las imágenes ya mostraban, incluso sin utilizar el globo de los cómics, utilizando solo epígrafes o largas tiradas de viñetas ocupadas solo con palabras. Estas historietas, sin embargo, tuvieron un éxito tal que en 1951 junto a Intervalo comenzó a salir Intervalo Extra, dedicado exclusivamente a adaptaciones de la literatura universal.
En octubre, Dante Quinterno saca a la luz un nuevo semanario de historietas: Patoruzito (incluía en sus páginas centrales la versión infantil de Patoruzú, creada por Tulio Lovatto y Mirco Repetto), todas hechas por historietistas del país y con dos temáticas principales: acción y aventuras. Langostino de Eduardo Ferro, Rinkel de Lovatto, Ira implacable de Raúl Roux, el Gnomo Pimentón de Oscar Blotta, entre otras, eran las historietas de corte humorístico que componían la publicación. Dentro de la historieta seria destacaba Vito Nervio, al principio realizada por Augusto Cortinas (guiones) y Mirco Repetto (dibujos) y luego de 1946 por Leonardo Wadel y Alberto Breccia.
Cesare Civita, por su parte, instala Editorial Abril en el país y lanza la revista Salgari en 1947, donde el personaje Misterix (de la dupla Ongaro-Campani) adquiere tanta popularidad, que en 1948 decide editar su propia revista, al principio conteniendo material de origen italiano para ir paulatinamente añadiendo obras de autores nacionales.

#### Años 1950

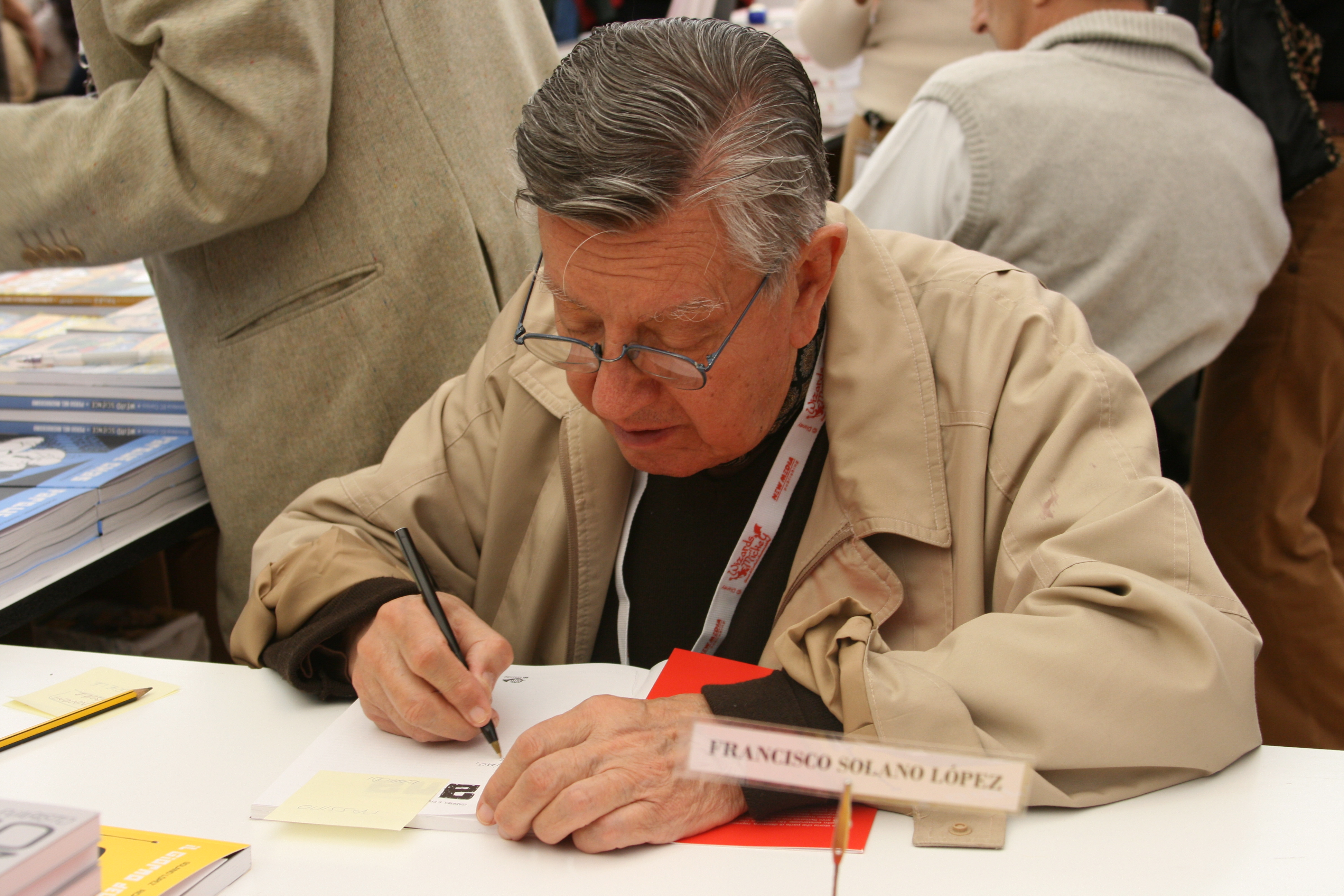
Solano López firmando libros en Lucca 2007.

En julio de 1950 Abril lanza también la revista Cinemisterio, mientras que Columba publica el primer número de Fantasía, la pequeña revista de las grandes historietas cuyo subtítulo hace referencia al tamaño que tenía la revista, conocido como de bolsillo.
En 1951, precisamente en la revista Cinemisterio, publica su primer trabajo el que se convertiría en uno de los guionistas más importantes del país: Héctor Germán Oesterheld. Al mismo momento se suma otra editorial a la publicación de historietas con una revista mensual: Pimpinela (la mayoría de las revistas eran semanales). En ella destaca Duval y Gordon de Wadel y Vieytes. Al año siguiente se publica el que sería el primer éxito de Oesterheld: Bull Rocket, con dibujos de Paul Campani en la revista Misterix. Ya en 1953 comienza a publicarse en la misma revista otra de las obras más conocidas del guionista: Sargento Kirk, junto al dibujante italiano Hugo Pratt. En 1954 irrumpe en la escena una nueva revista de Códex: Gatitos, dedicada al público infantil y con la colaboración de Oesterheld. Ese mismo año, dentro de Pimpinela surge un suplemento, Sabú, dibujada por Carlos Roume y con guiones del prolífico guionista Leonardo Wadel.

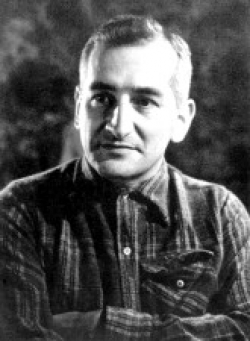
Héctor Oesterheld posa para el primer número de Hora Cero Semanal.

En 1955, Oesterheld crea Editorial Frontera junto a su hermano Jorge. Publican versiones noveladas de Bull Rocket y Sargento Kirk. Dos años después salen las primeras revistas de la editorial: Frontera y Hora Cero que se publican mensualmente y tenían la característica de contener historias autoconclusivas. La mayoría de los guiones corren por cuenta de Oesterheld y cuenta con numerosos dibujantes. El 4 de septiembre aparece Hora Cero, Suplemento Semanal dedicada a las historias continuadas (Desde 2005 se festeja el Día de la Historieta los 4 de septiembre en honor a la publicación).  Es en esta revista que comienza a publicarse El Eternauta, clásico de la historieta argentina, con guion de Oesterheld y dibujos de Francisco Solano López.
Ese mismo año Columba saca una nueva revista: D'Artagnan y Landrú lanza su propia revista que llevara el nombre de uno de sus personajes: Tía Vicenta, dedicada al humor.
El fin de la década trae consigo el cierre de algunas editoriales y un cambio de concepción respecto a la importación de material extranjero, el cual ya no es tan requerido por el público lector de historietas. A partir de ese momento la producción pasa a ser local y afín a los gustos de una nueva generación de lectores. Se producen entonces innovaciones que constituyen novedades en la articulación (o la oposición) entre dibujo y texto, o entre relato y secuencia gráfica.

### El lento declive (1961-1983)
En la década de 1960, el cómic argentino está signado por dos factores contrarios: por un lado esta época marca el inicio de una disminución en la producción de material y un debilitamiento en la industria. La aventura editorial (Editorial Frontera) de Oesterheld termina en 1963 con el número 77 de Hora Cero «Extra» y los derechos de sus personajes pasan a Editorial Ramírez. También sufren un impacto grandes editoriales como las que publicaban Misterix y Rico Tipo. Entre otros, los factores de la decadencia fueron:
- El ingreso al país, en forma masiva, de revistas mexicanas (principalmente de Editorial Novaro) a un precio mucho menor y mejor calidad.
- La invención de la televisión (este factor se da a nivel mundial), que se convirtió en la moda del momento y era gratis.
- La partida a Europa de los mejores dibujantes (donde tienen mayores oportunidades y mejor remuneración) repercute en un descenso en cuanto a calidad artística.[13]

Columba es la única editorial que subsiste a esta crisis manteniendo sus publicaciones tradicionales, pero sacrificando para ello la calidad de edición y espaciando la periodicidad de sus publicaciones: las semanales pasaron a ser quincenales o mensuales. También reemplazó las historietas continuadas por historias autoconclusivas.
No obstante, no todos coinciden con esta visión. Es el caso de la leyenda de la historieta argentina José Massaroli, autor de la historieta gaucha Juan Moreira (1983) y dibujante en ambientes tan distintos como Disney, Marvel, Editorial Columbia, Ediciones Récord, Producciones García Ferré, Historietas Sex, Satiricón, Caras y Caretas y diario La Voz. En la opinión de José Massaroli los años 70 fueron la época dorada de la historieta argentina, ya que había un altísimo nivel artístico y las exigencias de los jefes de editoriales obligaban a ofrecerle al público siempre un producto de máxima calidad.
Por otro lado, y ya desde los últimos años de la década anterior la historieta argentina había comenzado un proceso de reformulación, de innovaciones formales, que fue proveyéndola de rasgos que le otorgaban una individualidad propia, diferente a otras tradiciones. De la mano de dibujantes como Alberto Breccia, Francisco Solano López, Hugo Pratt, Daniel Haupt y Gustavo Trigo se introduce un expresionismo que se manifiesta, entre otros rasgos, en el cultivo sincopado de los contrastes de tono; en la línea escueta; en la definición de tipos faciales y corporales extremos; en la instalación permanente de detalles que remiten a lo terrible o lo grotesco. Pero estos rasgos no componen un estilo, una novedad (el expresionismo estaba presente en la historieta mundial desde hacía tiempo: Krazy Kat, The Spirit, Dick Tracy). La innovación argentina consistió en la articulación de ese estilo de dibujo con narraciones novelísticas, aventuras que suponían motivaciones psicológicas complejas. El principal guionista de este momento y quién sentó las bases de la nueva forma de narrar fue Héctor Germán Oesterheld. Entre 1962 y 1964, Oesterheld, junto a Alberto Breccia forman una dupla de innovadores para crear uno de los personajes más reconocidos del cómic argentino: Mort Cinder (publicado en Misterix), un sujeto que muere y resucita constantemente.
Es también en esta década que surgirá otro de los íconos historietísticos argentinos: Mafalda, de Quino. Esta tira, que fuera pensada para la publicidad de una línea de electrodomésticos, hace su debut en las páginas de Primera Plana el 29 de septiembre de 1964. En 1965, por diferencias con los editores, Quino traslada su tira al diario El Mundo, de gran circulación a nivel nacional. Un año después Mafalda se multiplica en diarios de todo el país y también de Uruguay y hacia fin de año se publica el primer libro recopilatorio, agotado en dos días. En 1968, tras el cierre de El Mundo, reaparece en Siete Días y es también publicada en Italia. Para 1971 la tira ya es traducida en varios idiomas: portugués, inglés, alemán, danés, sueco y flamenco. Dos años después, el 25 de julio se publica la última tira, por decisión irrevocable de su propio autor. Luego de esto solo aparecerán dibujos ocasionales (por ejemplo, los que Quino hizo para la campaña de Declaración de los Derechos del Niño que organizó UNICEF en 1977).
En 1966 hizo su debut un historietista, aunque paraguayo, de gran trayectoria en Argentina: Robin Wood. Lo hace en la revista D'Artagnan junto al dibujante Lucho Olivera con una historieta llamada Aquí la retirada. Un año después, la misma dupla publica el primer episodio de su exitosa obra, Nippur de Lagash.
En ese mismo año el gobierno clausura la revista Tía Vicenta, luego de que aparecieran chistes con la apariencia física del por entonces presidente Juan Carlos Onganía.
En octubre de 1968, en consonancia con la nueva conciencia del medio a nivel mundial, el Instituto Di Tella de Buenos Aires organizó la Primera Bienal Mundial de la Historieta, con representación de los países con mayor tradición historietística a nivel mundial: Argentina, Estados Unidos, Brasil, Japón, Italia, Francia, Inglaterra y España. La muestra puso en la escena internacional a los artistas argentinos e hizo que fueran conocidos en círculos ajenos a la historieta. Además, apareció la revista LD (Literatura Dibujada), fundada por Oscar Masotta. Aunque de corta duración (tres números entre noviembre de 1968 y enero de 1969) representó la primera revista en publicar ensayos, comentarios y crítica sobre historieta.
También ese año Oesterheld y Alberto Breccia vuelven a colaborar, esta vez sumando al hijo del segundo: Enrique. Juntos crean Che, la vida del Che Guevara, para la editorial Jorge Álvarez. Sin embargo, el gobierno censura la obra y suspende la circulación, secuestrando los originales.
En 1969, en la revista Gente Héctor Oesterheld y Alberto Breccia realizan una segunda versión de El Eternauta. Sin embargo, los editores del semanario no están muy conformes con la historieta y deciden dejar de publicarla, obligando así a que Oesterheld resumiera el argumento para darle un fin.

#### Años 1970

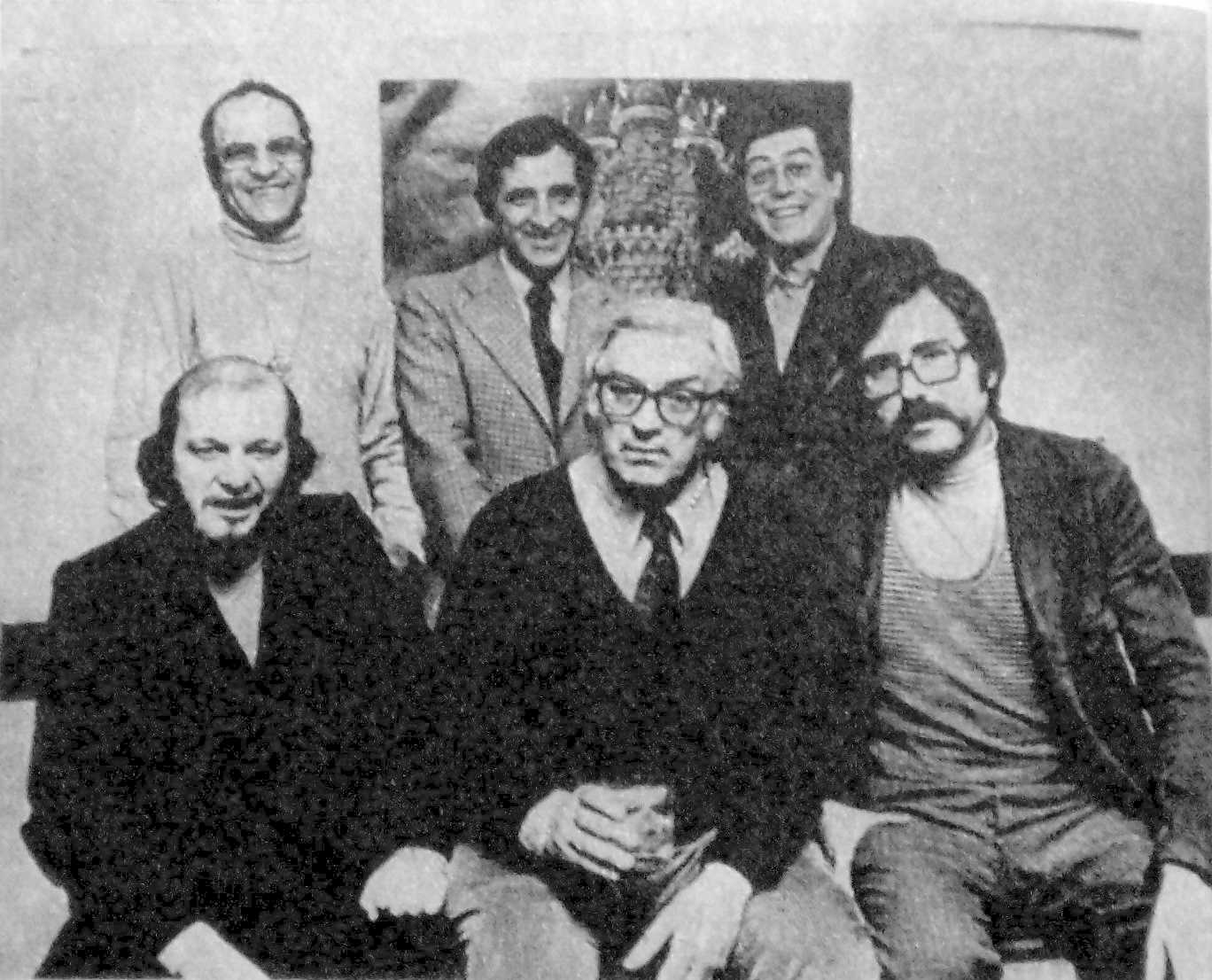
De izquierda a derecha: Arriba, Quino, Garaycochea y Bróccoli. Abajo, Mordillo, Oski y Amengual.

En 1972 aparece en la ciudad de Córdoba una publicación dedicada al humor: Hortensia. Con un inicio localista, la revista tendría repercusión a nivel nacional. El mismo año, el 1 de noviembre, se comienza a publicar Satiricón, también dedicada al humor.
En 1973, el Diario Clarín decide hacer una renovación en su contratapa contratando jóvenes autores como Caloi, Crist, Sendra. El mismo año, un 25 de junio llega a su fin una de las tiras argentinas más reconocidas en el mundo, Mafalda.
Un año más tarde, hace su aparición una nueva revista dedicada íntegramente al género, Skorpio, propiedad de Ediciones Récord, cuya dirección estaba a cargo de Alfredo Scutti. La revista tuvo como colaboradores a gran parte de los artistas más reconocidos del país. En esta misma revista, pero en 1975 (precisamente en el número 15), comienza a publicarse la sección «El club de la historieta», cuyos responsables fueron los guionistas Carlos Trillo y Guillermo Saccomanno. Esta sección daba a conocer ensayos y comentarios, dando lugar a la producción crítica. Los mismos autores llevarán adelante también la sección denominada «Historia de la historieta argentina», que se publicó en forma de capítulos en la revista Tit-Bits y luego fueron reunidos en un libro.
En el mes de octubre el gobierno de María Estela Martínez de Perón clausura la revista Satiricón. Los editores recurren a la justicia y mientras tanto sacan una nueva revista, de tono más moderado que su predecesora: Chaupinela.
En julio de 1975 se publica la primera tira de El loco Chávez, guionada por Carlos Trillo y dibujos de Horacio Altuna en el diario Clarín. Rápidamente se transforma en popular. 
Entre octubre y diciembre de 1976, ya bajo la órbita del autodenominado Proceso de Reorganización Nacional, se publican once fascículos, los cuales contienen las 350 entregas de El Eternauta, en su versión original de 1957, lo que a su vez funciona como prólogo a la serialización de su segunda parte, cuyos guiones corren por cuenta de Oesterheld y es dibujada por Francisco Solano López. Oesterheld en aquel momento ya participaba en la organización guerrillera Montoneros, lo que se ve reflejado en el carácter panfletario de la historieta a diferencia de la obra original. Todavía más, el guion lo terminó de escribir en la clandestinidad.
Durante esos años los hermanos Ricardo, Enrique y Carlos Villagrán junto al escritor Robin Wood fundan el estudio Nippur IV que se convertirían en autores y productores de un grueso número de personajes de historietas entre las que destacan capítulos de Nippur de Lagash, Kayan, Mark, Or-Grund y Los aventureros entre otras. Dentro de la tira de Los aventureros, nace el personaje femenino de Storm, luego evolucionado hacia la homónima Star que se convertiría cronológicamente en una de las primeras heroínas de peso dentro de la historieta argentina. Por el estudio Nippur IV (luego llamado «Estudio Villagrán» tras la partida de Robin Wood, el cual legaría varias de sus series al guionista Armando Fernández) pasarían una gran cantidad de artistas nacionales e internacionales. 
El 27 de abril de 1977 es secuestrado Héctor Germán Oesterheld por fuerzas de la dictadura. Se presume que un año después fue asesinado. El 30 de abril de ese mismo año salió el último número de la revista Patoruzú.
En junio de 1978 sale a la venta una nueva revista Humor que pretendía ser una voz de opinión diferente dentro de un panorama de censura por parte del gobierno del país. Al frente del emprendimiento se encontraba Andrés Cascioli con Ediciones de la Urraca.
Un año después se comienza a publicar Las puertitas del Sr. López en El Péndulo, serie que más tarde recayó en Humor. Editorial Columba lanza una nueva publicación Nippur Magnum, nuevo hogar del popular Nippur de Lagash y otros personajes como Dennis Martin, la revista mantuvo el formato de las otras revistas de la editorial.
En 1980, Clarín se convierte en el primer diario en publicar solo producción nacional al reemplazar la tira estadounidense Mutt y Jeff con Teodoro y Cía..

### La historieta sobreviviente (1984-presente)

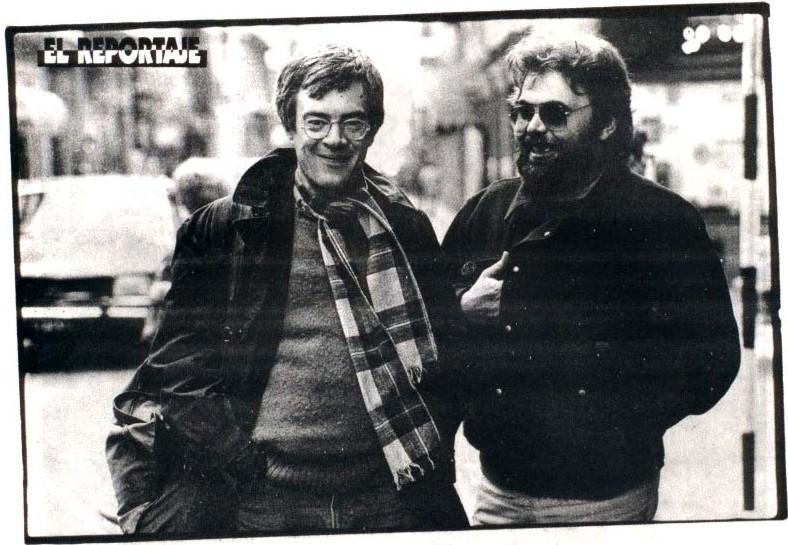
José Muñoz y Carlos Sampayo.

El mes de septiembre de 1984 ve el nacimiento de una nueva revista íntegramente dedicada a la historieta que revolucionará el mercado: Fierro, publicada por Ediciones de la Urraca.
En 1986 aparecería en San Miguel de Tucumán la revista TRIX hemocomics, un reflejo de la pasión tucumana por la historieta.
En octubre de 1989 se comienza a publicar Comic Magazine, la primera revista profesional especializada en historietas. Tuvo una aparición irregular y no llegó nunca a instalarse, pero ocupó un lugar vacante que luego llenarían otras publicaciones, la cobertura de la historieta como género y temas relacionados con ella, como el cine y la televisión.
Con el dólar barato la historieta extranjera se hace accesible. Los superhéroes norteamericanos y más tarde el manga, inundan el mercado. Las ediciones importadas son más lujosas que las nacionales, y en relación más baratas. Al cómic argentino cada vez se le hace más difícil sobrevivir en el mercado.
En diciembre de 1992 ocurren dos hechos, ambos en Ediciones de la Urraca, que marcan el decaimiento del interés por la historieta autóctona. Luego de 100 números la revista Fierro deja de publicarse. Al mismo tiempo se lanza Cazador, en su propia revista en formato de comic-book. Las revistas de antologías dan lugar a los comic-book, formato predominante proveniente de la industria norteamericana, en el que se editaría casi todo lo que se haga en Argentina.
En 1993 aparece el primer número de El Lápiz Japonés, publicación independiente a cargo de Diego Bianki y Sergio Langer; el equipo se completaría con Sergio Kern, Ral Veroni y Elenio Pico.
En mayo de 1994 aparece el primer número de Comiqueando, revista especializada en el medio.
Entre 1995 a 1999 aparece la publicación anual independiente ¡Suélteme! Fundada por Martín Pérez y Liniers, pronto se sumarían Diego Parés, Podetti, Pablo Fayó, Pablo Sapia y Max Cachimba al equipo responsable de este proyecto.
En enero de 1996 sale el último número de Skorpio. Sobreviven por algún tiempo más las revistas de Columba, que cada vez reciclan más el material ya publicado. Entre el 7 y 10 de noviembre se llevó a cabo Fantabaires, la primera Convención de Historietas, Humor Gráfico, Ciencia Ficción y Terror.
En 2000 el diario Clarín incluyó El Eternauta en su colección La Biblioteca Argentina / Serie Clásicos. Figuraba con el número 24 junto a obras como Martín Fierro y autores como Borges, Sábato o Cortázar. De esta manera la obra de Oesterheld y Solano López en particular y la historieta en general reciben un importante reconocimiento al ser ubicadas junto a lo más importante de la literatura argentina. El mismo año Editorial Ivrea publica la revista Ultra en el que se serializaban tres series de historietas; sin embargo, la revista deja de ser publicada a los cuatro números, dejando inconclusas todas las historias.
Un año después cierra Columba. A mediados del año anterior había cancelado todos los títulos que publicaba desde hacía décadas. Intentando adaptarse a las nuevas tendencias lanzó una serie de comic-books con algunos de sus personajes más conocidos, sin embargo, la poca venta obliga a levantar las publicaciones y en mayo salen los últimos números. Cierra así la editorial que por más tiempo publicó historietas en el país.
En 2003, Sergio Langer y Rubén Mira publican «La Nelly» en el diario Clarín, una sátira sobre la clase media que gira en torno a una mujer soltera, jubilada, de carácter fuerte y pragmática. La publicación de esta tira duraría catorce años.
En 2006, el Museo de Bellas Artes de Chile, le rinde homenaje a la historieta argentina, que influyó y fue pionera en toda América Latina, realizando tres muestras de ella en Santiago de Chile. El Museo del Dibujo y la Ilustración de Buenos Aires, envía un importante material para las exhibiciones, que tuvieron gran repercusión en el público y en la prensa y medios culturales en general.
En 2007, José Muñoz, dibujante que se inicia realizando los fondos de El Eternauta, ganó el Gran Premio de la ciudad de Angouléme, Francia. Este galardón le dio derecho a presidir el Festival 2008 y en el organizó una muestra de homenaje a la Historieta Argentina. Dicha muestra fue curada por el editor Giustiniano Zuccato y estuvo expuesta en el Musee de la Band Desinee entre los meses de enero y agosto de 2008. Esta muestra contó con el aporte del Museo del Dibujo y la Ilustración de Buenos Aires, el cual envió ochenta originales de los artistas más importantes de Argentina.

### Reconocimiento institucional y legislativo
En 2014, se presentó en la Cámara de Diputados de la Nación Argentina el proyecto de ley Expediente 0502-D-2014, conocido como la Ley de Fomento a la Historieta Nacional. Impulsado por el historietista y gestor cultural Fernando Sosa, la iniciativa buscaba reconocer a la historieta como parte del patrimonio cultural de Argentina y promover políticas públicas para su desarrollo. Aunque el proyecto no fue aprobado, marcó un precedente en la agenda cultural del país y fue mencionado en diversos espacios académicos y culturales. La propuesta incluía medidas como fomentar la creación y distribución de historietas nacionales, integrar cómics en bibliotecas públicas y educativas, y preservar el legado histórico de la historieta argentina.